# Kirche Mehlauken
Die Kirche Mehlauken (Mehlauken hieß 1938–1946 Liebenfelde (Ostpreußen))  wurde in den 1840er Jahren mit freistehendem Glockenturm errichtet. Bis 1945 war sie die Pfarrkirche für das evangelische Kirchspiel des heute Salessje genannten ehemaligen ostpreußischen Ortes in der heutigen Oblast Kaliningrad (Gebiet Königsberg (Preußen)) in der Russischen Föderation. Heute ist sie eine Ruine. 

## Geographische Lage
Das heutige Salessje liegt elf Kilometer südwestlich von Bolschakowo (Groß Skaisgirren, 1938 bis 1946 Kreuzingen) und 31 Kilometer östlich der Kreisstadt Polessk (Labiau) an der russischen Fernstraße A 190 (einstige deutsche Reichsstraße 126). Das Dorf ist Bahnstation an der Bahnstrecke Kaliningrad–Sowetsk (Königsberg–Tilsit).
Die jetzige Kirchenruine steht südlich der Hauptstraße im Gebiet zwischen den Einmündungen der Nebenstraßen von Dalneje (Bittkallen, 1938 bis 1946 Bitterfelde) bzw. Wyssokoje (Popelken, 1938 bis 1946 Markthausen), und ist durch den freistehenden Kirchturm weithin sichtbar.

## Kirchengebäude
Bei der Mehlauker Kirche handelt es sich um einen italienisch wirkenden Bau mit einem danebenstehenden Campanile. Die Kirche wurde in der Regierungszeit Friedrich Wilhelms III. entworfen und war ein Prototyp für den Bau der Friedenskirche in Potsdam. Diese wurde 1845 gebaut, jedoch erst 1854 eingeweiht. Die Kirche Mehlauken entstand bereits in den Jahren 1843 bis 1846 unter Friedrich Wilhelm IV. und wurde am 25. Oktober 1846 eingeweiht. Anlässlich einer Italienreise beeindruckte den damaligen Kronprinzen die Basilika San Clemente in Rom, er fertigte Skizzen einer von ihm erdachten Kirche an und übergab sie Ludwig Persius, die nach dessen Tod August Stüler erhielt. Stüler nutzte die Grundidee für den Bau der Mehlauker Kirche, die der Potsdamer Friedenskirche ungemein ähnlich sieht. Die Kirchenschiffe gleichen sich sogar im Detail, während die Türme allerdings verschieden sind: der Kirchturm in Mehlauken ist strenger und kompakter und auch nicht so hoch wie der in Potsdam.
Der Innenraum der Kirche in Mehlauken mit flacher, halbrunder Altarnische und seitlichen Emporen wirkte freundlich und hell. Der Altar hatte keinen Aufsatz. Die Orgel stammte aus der Werkstatt August Terletzkis in Elbing (heute polnisch: Elbląg). Zwei Glocken bestimmten das Geläut.
Die Kirche blieb im Zweiten Weltkrieg unversehrt, wurde danach allerdings zweckentfremdet und wirtschaftlich genutzt. Sie gehört heute zu den restlichen wenigen Gotteshäusern, die zwar noch teilweise stehen, aber zusehends verfallen. Zwar hat man zu Anfang der 1990er Jahre mit deutscher Hilfe das Dach repariert und Sicherungsmaßnahmen durchgeführt, doch ist danach die Bedachung auch der Seitenschiffe wieder schadhaft geworden und der bauliche Zustand der noch vorhandenen Gebäudeteile desolat. 2014 ist das Kirchenschiff eine dachlose Ruine, mit verkohlten Deckenbalken im Innenraum und Baumwuchs auf den Ruinen. 
Im Jahre 1993 wurde das Gotteshaus an die Russisch-orthodoxe Kirche übereignet, doch folgten ersten Bausicherungsmaßnahmen keine weiteren Baufortschritte, obwohl die Kirche seit 2007 unter Denkmalschutz steht.

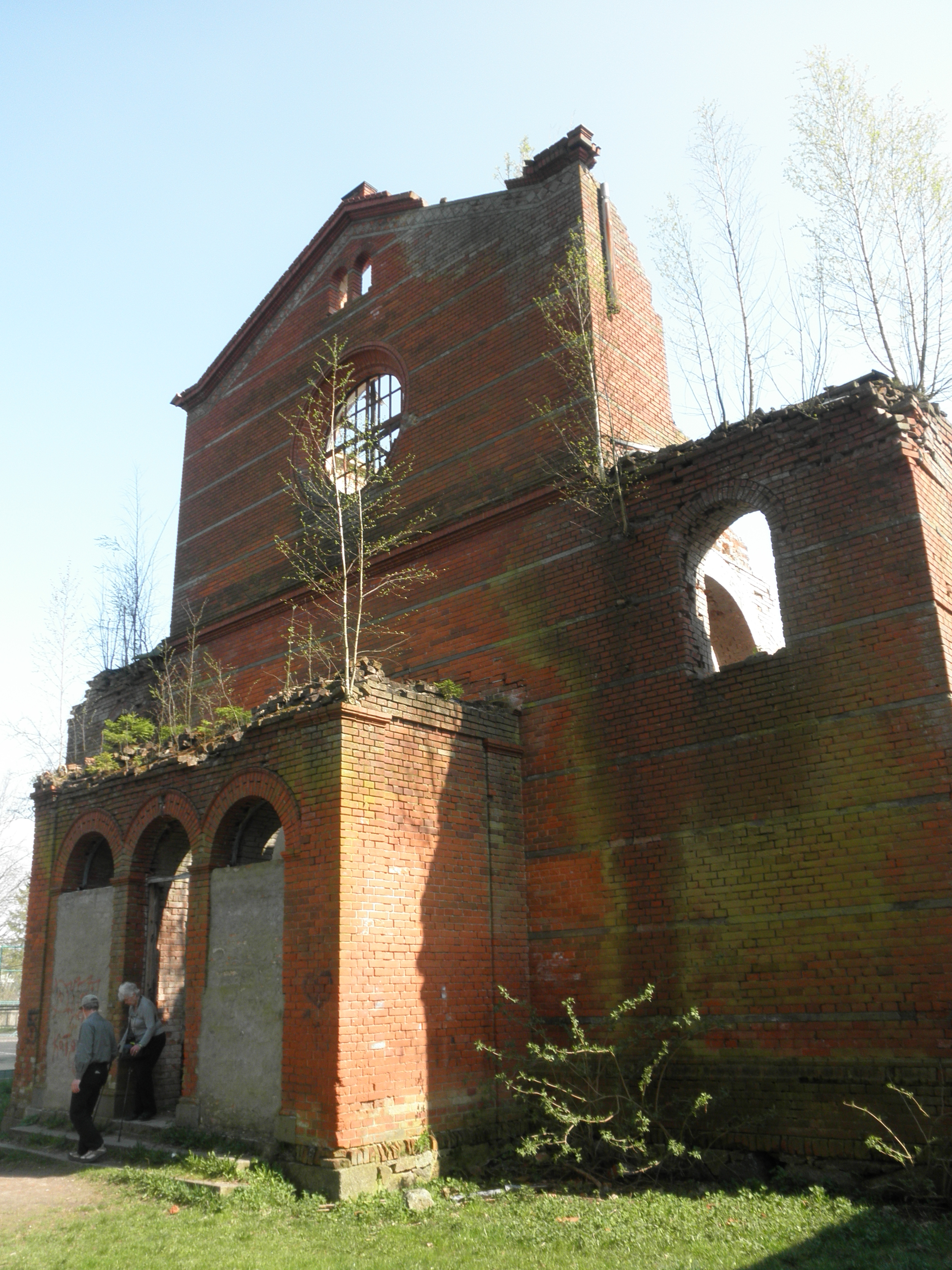
Kirchgiebel (2014)
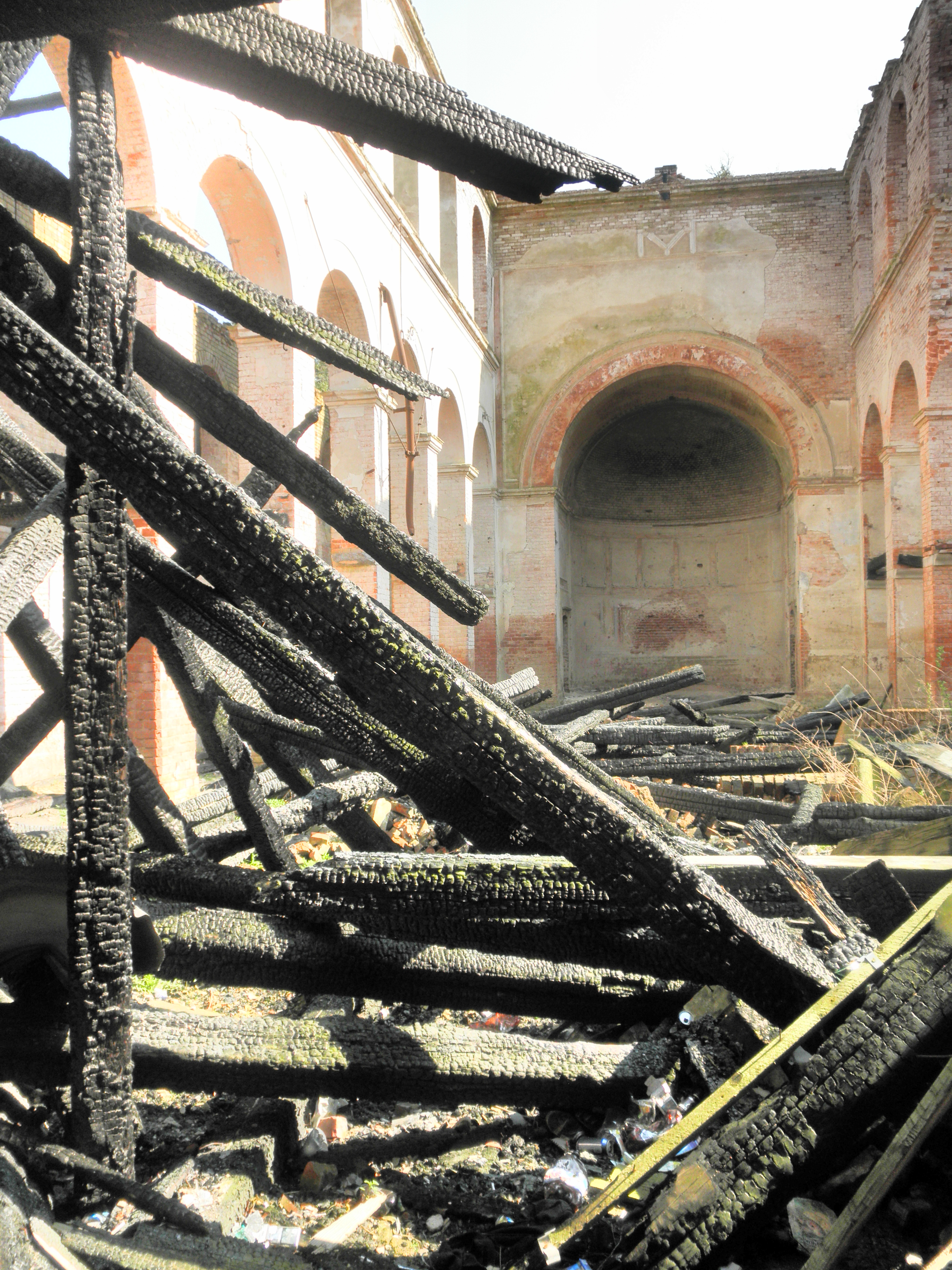
Kircheninneres (2014)

## Kirchengemeinde
Die Pfarrei Mehlauken wurde erst im Jahre 1841 gegründet unter Abtrennung von der Kirche Popelken (1938 bis 1946: Markthausen, heute russisch: Wyssokoje). Gleichzeitig wurde eine erste Pfarrstelle errichtet, der im Jahr 1901 eine zweite folgte, wobei jedoch schon seit 1877 immer wieder Hilfsprediger zusätzlich ihren Dienst taten. Mit seinen im Jahr 1925 bei einer Volkszählung registrierten Zahl von 7500 Gemeindegliedern in etwa dreißig Orten und Wohnplätzen gehörte das Kirchspiel Mehlauken (1938 bis 1945: „Kirchspiel Liebenfelde“) bis 1945 zum Kirchenkreis Labiau innerhalb der Kirchenprovinz Ostpreußen der Kirche der Altpreußischen Union.
Aufgrund von Flucht und Vertreibung der einheimischen Bevölkerung im Zusammenhang des Zweiten Weltkrieges brach das kirchliche Leben in dem dann Salessje genannten Ort ein. Die restriktive Religionspolitik der Sowjetunion bekräftigte diesen Zustand. Erst in den 1990er Jahren bildeten sich in der Oblast Kaliningrad neue evangelisch-lutherische Gemeinden, von denen die in Bolschakowo (Groß Skaisgirren, 1938 bis 1946 Kreuzingen) Salessje am nächsten liegt. Sie gehört zur Kirchenregion der Salzburger Kirche in Gussew (Gumbinnen) in der Propstei Kaliningrad der Evangelisch-lutherischen Kirche Europäisches Russland.
Seit den 1990er Jahren fasst auch die Russisch-orthodoxe Kirche Fuß in der Oblast Kaliningrad. In vielen Orten entstehen neue Kirchengebäude. In Salessje wurde ihr die ehemalige evangelische Kirche übereignet, doch finden derzeit keine die Kirchenruine wieder herrichtenden Gebäudemaßnahmen statt. Salessje liegt im Zuständigkeitsbereich der Diözese Kaliningrad und Baltijsk mit Sitz in Kaliningrad (Königsberg).

### Kirchspielorte (bis 1945)
Bis 1945 gehörten zum Kirchspiel Mehlauken 30 Ortschaften und Wohnplätze:
| Name                             | Änderungsname 1938–1946 | Russischer Name  |
| -------------------------------- | ----------------------- | ---------------- |
| Abschruten                       | Ehlertfelde             | Krasnocholmskoje |
| Alexen                           | ab 1930: Grotfeld       | Alexandrowka     |
| Alt Sternberg                    |                         | Podlipnoje       |
| Domschin                         | Eiche, Kreis Labiau     |                  |
| Escherwald                       |                         |                  |
| Friedrichsdorf, Kreis Labiau     |                         | Podlipnoje       |
| Geduhnlauken                     | Geden                   |                  |
| Groß Elxnupönen                  | Erlenfließ              | Nowoselje        |
| Groß Stumbragirren               | ab 1929: Auerwalde      |                  |
| Kermuschienen                    | Forstreutershof         |                  |
| Klein Elxnupönen                 | Kleinerlenfließ         | Blischneje       |
| Klein Stumbragirren              | ab 1930: Auerfelde      | Nowoje Chmelowko |
| Lappienen                        | Daudertshöfen           |                  |
| Löwenberg                        |                         |                  |
| Löwenthal                        |                         |                  |
| Luschninken                      | Friedrichsmühle         | Polewoi          |
| Mehlauken                        | Liebenfelde (Ostpr.)    | Salessje         |
| Minchenwalde                     | Lindenhorst (Ostpr.)    | Selenowo         |
| Neuendorf, Kreis Labiau          |                         |                  |
| Panzerlauken                     | Panzerfelde             | Oktjabrskoje     |
| Paschwirgsten                    | Bünden                  |                  |
| Piplin                           | Timberhafen             |                  |
| Plicken                          |                         | Gorki            |
| Schaltischledimmen               | Neuwiese                | Nowoselskoje     |
| Schaudienen                      | Kornhöfen               | Winogradnoje     |
| Schillgallen                     | Heiderode               | Sadowoje         |
| Schmallenberg                    |                         | Uglowoje         |
| Schmilgienen                     | Kornfelde (Ostpr.)      | Kaschtanowo      |
| Uszballen, 1936–1938: Uschballen | Mühlenau                | Krasnaja Poljana |
| Schwarzlauken                    | Kleindaudertshöfen      |                  |

### Pfarrer (1841–1945)
Zwischen 1841 und 1945 amtierten in Mehlauken als evangelische Geistliche:
- Franz Otto Leopold Unruh, 1841–1855[8]
- Franz Ludwig Hermann Herzog, bis 1862[8]
- Daniel Albert Th. Hoffheinz, bis 1870[8]
- August Adolf Ansat, 1870–1877
- Ludwig Leopold Marchand, 1877–1878
- Julius Theodor Dengel, 1877–1889
- Fritz Penschuck, 1890–1917[8]
- Hermann L. Richard Geelhaar, 1895–1896
- Leopold Gustav Eugen Otto, 1896–1897
- Johannes Gerß, 1898–1900
- Hermann K.G. Schnöberg, 
1900–1910
- Heinrich Borowski, 1911–1913
- Franz Adomat, 1918–1925
- Erich Kürschner, 1920–1928
- Otto Tautorus, 1926–1932
- Ernst Schmittat, 1931–1935
- Johannes Kühler, 1932–1937
- Werner Ehlert, 1936–1945
- Jörg Heinrich Rohe, 1944–1945

### Kirchenbücher
Von den Kirchenbüchern sind lediglich die Jahrgänge 1841 bis 1843 (Taufen, Trauungen, Begräbnisse) erhalten geblieben. Sie werden bei der Deutschen Zentralstelle für Genealogie in Leipzig aufbewahrt.